# Pretty Lights
Derek Vincent Smith (né le 25 novembre 1981), mieux connu sous le nom de scène de Pretty Lights ("Jolies lumières"), est un artiste de musique électronique.

## Biographie
Pendant ses années de lycée à Fort Collins (Colorado), Smith écrit et produit des musiques de style hip-hop. Parallèlement, il participe à de nombreuses rave party.
Après le bac, il commence à suivre des cours à l'université du Colorado à Boulder, mais abandonne durant sa première année pour se concentrer sur sa musique.
Sa carrière musicale commence réellement en 2007 et 2008, lorsque Smith s'associe en duo avec Cory Eberhard pour assurer la batterie lors des lives de Pretty Lights. Ils animent alors des soirées locales telles que STS9, The Disco Biscuits ou Widespread Panic. Pretty Lights rencontre dès lors un succès grandissant, en bonne partie grâce à la société de production Euphonic Conceptions, qui leur assure des concerts aux quatre coins des États-Unis. 
Durant l'été 2009, Pretty Lights participe à plusieurs festivals américains majeurs, comme le Bonnaroo, le Rothbury, le Electric Daisy Carnival, le Wakarusa, le Camp Bisco et le 10KLF. À l'automne, ils réalisent une tournée à travers les États-Unis.
En 2010, Pretty Lights s'associe avec Billy Moulton pour une nouvelle tournée de festivals à travers les États-Unis. Smith remplace également Eberhard par Adam Deitch pour l'accompagner à la batterie lors de ses apparitions en concert.
Le 25 janvier 2011, Pretty Lights créé son propre label, Pretty Lights Music. Il commence à inclure dans ses concerts des light shows, incluant en particulier des poteaux recouverts de LED, qui les font ressembler à des gratte-ciels.
En 2012, Pretty Lights continue à produire de la musique, et fait de nombreuses apparitions dans des festivals en Amérique du Nord et en Europe.
Les graphismes de albums sont réalisés par l'artiste Dan McPharlin.

## Style et instruments
La musique de Pretty Lights s'appuie largement sur la réutilisation de samples, et recouvre de nombreux genres musicaux, en particulier mais non limités à l'electro, le funk, le hip-hop, la soul ou le trip hop.
Les samples et les rythmes des morceaux de Pretty Lights sont générés grâce à l'utilisation du synthétiseur Novation X-Station, d'un contrôleur Monome et d'un enregistreur  Akai MPD32.
Lors de ses performances live, Smith utilise deux Macbook Pro et le logiciel Ableton Live 8, ainsi que deux Akai MPD32.

## Pretty Lights Music
L'intégralité de la musique de Pretty Lights est éditée par son propre label Pretty Lights Music, créé en 2011. Celui-ci offre gratuitement le téléchargement de tous les albums, non seulement de Pretty Lights, mais également de tous les artistes signés sous ce label (une quinzaine à ce jour).
Il est également possible faire un don lors du téléchargement, pour soutenir le label. On retrouve ici le système qu'avait inauguré le groupe Radiohead lors de la sortie son album In Rainbows en 2007.

## Discographie

### Albums
- 2006 : Taking Up Your Precious Time (coproduit par Michal Menert)
- 2008 : Filling Up the City Skies
- 2009 : Passing by Behind Your Eyes
- 2013 : A Color Map of the Sun

### EPs
- 2010 : Making Up A Changing Mind
- 2010 : Spilling Over Every Side
- 2010 : Glowing In The Darkest Night

### Live
- 2010 : NYE 2009 (Midnight at The Vic Theatre)

### Collections
- 2011 : Unreleased 2010 Remixes
- 2014 : The Hidden Shades (four b-sides and more remixes from A Color Map of the Sun)

### Singles
- 2011: PL vs Radiohead vs Nirvana vs NIN
- 2011: I Know The Truth
- 2011: Pretty Lights vs Summertime
- 2011: Country Roads (Pretty Lights Remix)
- 2011: Pretty Lights vs Led Zeppelin
- 2011: Pretty Lights "It's Tricky" (Run DMC) Remix
- 2012: We Must Go On
- 2012: You Get High
- 2013: So Bright